# Merel Ek
Merel Ek (Hoorn, 1995) is een Nederlands journalist.

## Biografie
Ek werd geboren in de Noord-Hollandse gemeente Hoorn en woonde daar totdat ze op vierjarige leeftijd verhuisde naar Hoogeveen. Zij behaalde haar bachelor politicologie aan de Universiteit Leiden en haar master media, culture and society aan de Erasmus Universiteit Rotterdam.
Sinds januari 2022 werkt Ek als politiek verslaggever voor het programma Hart van Nederland. Daarvoor was zij actief als politiek redacteur voor het radioprogramma De Nieuws BV. Tevens is Ek sinds 2022 regelmatig te zien als bargast in het programma Vandaag Inside.  
Ek kwam in 2022 in het nieuws doordat Tweede Kamerlid Gideon van Meijeren (FVD) haar ongevraagd filmde tijdens een discussie die zij hadden over een eerder voorval. De handelwijze van het Kamerlid leidde tot veel kritiek. Datzelfde jaar was Ek een van de genomineerden voor de Philip Bloemendal Prijs, een stimuleringsprijs voor jonge talentvolle journalisten.
Op 30 mei 2024 was Ek samen met Noa Vahle te zien in Het Jachtseizoen. In oktober van dat jaar won ze de Televizier-Ring Talent. Datzelfde jaar was Ek te zien als een van de presentatoren van het SBS6-programma De beste wensen.